# Wonder Girl
Wonder Girl è il nome di tre personaggi immaginari che compaiono come supereroine nei fumetti e negli altri media pubblicati dalla DC Comics. L'originale era una versione più giovane di Wonder Woman. La seconda e la terza sono protette di Wonder Woman, e membri di diverse incarnazioni dei Teen Titans.

## Biografie dei personaggi

### Diana
Anche se non venne mai chiamata Wonder Girl, una giovane Wonder Woman comparve come parte dell'origine del personaggio in All-Star Comics n. 8 (dicembre 1941), la prima comparsa di Wonder Woman. Una Principessa Diana in piena adolescenza comparve nella storia di origine in Wonder Woman vol. 1 n. 23 (maggio-giugno 1947), scritto da William Moulton Marston e illustrata da H. G. Peter.
Wonder Girl comparve per la prima volta in The Secret Origins of Wonder Woman, scritta e pubblicata da Robert Kanigher, in Wonder Woman vol. 1 n. 105 (aprile 1958). In questa origine rinnovata della Silver Age, fu narrato che di fatto Wonder Woman non nacque dalla creta, ma che venne al mondo prima che le Amazzoni si stabilissero sull'Isola Paradiso. Dopo questo numero ci furono numerose avventure di Wonder Woman, e anni dopo comparve un personaggio aggiuntivo, Wonder Tot - Wonder Woman da bambina molto piccola. Kanigher ricostituì le vecchie origini di Diana nel 1966.
Da Wonder Woman vol. 1 n. 124 (agosto 1961) in poi, Wonder Woman, Wonder Girl e Wonder Tot comparvero frequentemente insieme in storie apostrofate come "racconti impossibili", presentati come film dalla madre di Diana, la Regina Hippolyta, che aveva il potere di mettere insieme i film di sé e di Diana insieme a diverse età. Così i personaggi di Wonder Girl e Wonder Woman cominciarono a differenziarsi, come scritto nelle storie di Bob Haney ambientate nello stesso periodo di quelle di Wonder Woman.
Haney stava sviluppando un nuovo gruppo di supereroi ragazzi, che nella sua comparsa informale vide l'alleanza di Robin (Dick Grayson), Kid Flash (Wally West), e Aqualad - rispettivamente le spalle dei membri della Justice League Batman, Flash e Aquaman. Nella loro comparsa successiva in The Brave and the Bold n. 60 (luglio 1965), furono nominati Teen Titans e furono raggiunti da Wonder Girl, raffigurata in modo molto somigliante a Wonder Woman e che chiamava Hippolyta "madre".
L'ultima significante comparsa di Wonder Woman come giovane Wonder Girl avvenne nel novembre 1965. In Wonder Woman vol. 1 n. 158, Kanigher ruppe la quarta parete facendo arrivare Wonder Girl e il resto del cast di supporto che aveva creato (Wonder Tot, Gloop, Bird-Boy, Mer-Boy, Birdman e Manno) nell'ufficio di un "certo" editore. Protestato dai fan per aver rovinato il personaggio, Kanigher disse che amava Wonder Girl, insieme a tutte le sue "figlie", come Black Canary, Star Sapphire e Harlequin. Anche così, con una pressione crescente, non ebbe scelta se non quella di dichiararla retconnessa. Wonder Girl accettò stoicamente il suo fato e sia lei che gli altri personaggi furono tramutati in semplici disegni sulla scrivania di Kanigher. Poco dopo, Wonder Woman rimase scioccata nel vedere "uccidere" la sua sé più giovane.
Nonostante tutto, Diana da bambina non fu completamente rigettata. Ristampe di altre storie di Wonder Girl furono occasionalmente incluse nel fumetto. Nel n. 200, si vede Wonder Woman, nella sua identità civile, passeggiare vicino ad alcuni bambini che giocano e le torna in mente di quando era una giovane di quattordici anni con una cotta per Mer-Boy.

### Donna Troy
Wonder Girl e gli altri membri dei Teen Titans comparvero poi in Showcase n. 59 (dicembre 1965) prima di essere trasferiti nella loro serie omonima in Teen Titans vol. 1 n. 1 (febbraio 1966). Con il personaggio chiamato solo Wonder Girl, o "Wonder Pulcina" dai suoi compagni, non fu spiegato come il suo status, così come la giovane Wonder Woman, furono divise nella linea temporale o divennero altri personaggi, fino a Teen Titans vol. 1 n. 22 (agosto 1969). In una storia di Marv Wolfman e Gil Kane, fu stabilito che Wonder Girl è un'orfana non-Amazzone, salvata da Wonder Woman da un palazzo incendiato. Incapace di ritrovare i genitori o una famiglia, Wonder Woman portò la bambina sull'Isola Paradiso, dove infine le furono donati poteri Amazzoni dal Raggio Viola. La storia termina con Wonder Girl che indossa un nuovo costume e porta un nuovo taglio di capelli, adottando l'identità segreta di Donna Troy.

#### Origini multiple
Uno speciale evento fumettistico come le miniserie Crisi sulle Terre infinite e Crisi infinita riscrissero le storie di numerosi personaggi, e le origini di Donna Troy furono riviste numerose volte. In breve, queste origini furono le seguenti:
- Orfana salvata: Donna Troy fu salvata da un orfanotrofio in fiamme da Wonder Woman, che la portò su Themyscira per essere cresciuta come un'Amazzone e sorella di Wonder Woman.
- Seme di Titano: la Titan Rhea salvò la giovane Donna da un incendio, aggiungendola ad un gruppo di dodici altri orfani da tutto l'universo che furono cresciuti su Nuova Crono da quei Titani come "Semi dei Titani", i loro eventuali salvatori. Ai Semi furono donati poteri super umani e nomi di antiche città greche. Chiamata "Troy", Donna (come gli altri) fu privata dei ricordi di lei con i Titans of Myth, e reintrodotta nell'umanità per attendere il suo destino. In questa versione, Donna non fu un'Amazzone e non ebbe nessuna connessione con Wonder Woman[2].
- Vite Infinite di Donna Troy: in una revisione che incorporò la continuità dei Semi dei Titani mentre si riattaccava Donna Troy a Wonder Woman, si rivelò che la maga Amazzone Magala animò l'immagine speculare di Diana al fine di creare una gemella identica mistica. Questa gemella fu presto scambiata per Diana e rapita da Dark Angel. Dark Angel disperse lo spirito della ragazza in tutto il multiverso, condannandola a vivere vite multiple, ognuna tagliata da Dark Angel al momento della tragedia[3]. In almeno una di queste numerose vite, Donna divenne una supereroina e incontrò la sua sorella maggiore, ora Wonder Woman e la loro madre, la regina Hippolyta, senza capire che fosse in realtà o di come fosse connessa a loro. Dopo il termine di questa linea temporale con la morte del figlio di Donna, Diana e Hippolyta intervennero per scoprire cosa fosse successo a Donna. Donna infine sconfisse Dark Angel, distruggendo la malvagia entità e riottenendo i suoi originali poteri amazzoni. Da quel punto, ritornò alla realtà per continuare la sua vita[4].
- Versione corrente: Wonder Woman vol. 3 Annual n. 1 diede a Donna delle nuove origini che combinano gli elementi delle tre varie origini. Donna nacque come gemella mistica di Wonder Woman attraverso l'aiuto della maga Amazzone Magala. Mesi dopo, un vecchio nemico della Regina Hippolyta, chiamato Dark Angel, rapì Donna Troy pensando che fosse Diana. Donna fu piazzata in animazione sospesa da Dark Angel per anni, ma venne poi salvata e fece ritorno alla sua casa tra le Amazzoni, dove ricevette un addestramento sia dalle sue sorelle che dai Titans of Myth e venne cresciuta dalla sorella di Diana e seconda figlia di Hippolyta. Anni dopo, seguì Diana nel mondo esterno come Wonder Girl e aiutò la formazione dei Teen Titans[5].

### Cassandra Sandsmark
Cassie Sandsmark è la figlia della Dtt.ssa Helena Sandsmark, un'archeologa, e di Zeus. Fu membro sia dei Young Justice che dei Teen Titans. Inizialmente, i suoi poteri derivavano da alcuni antichi magici artefatti greci. Successivamente, Zeus le concesse la grazia di poteri innati. I suoi poteri sono simili a quelli di Wonder Woman, anche se porta con sé un lazzo che espelle il fulmine di Zeus, che le fu donato dal suo fratellastro, Ares, il dio greco della guerra. Quando gli dei greci lasciarono il piano mortale durante Crisi Infinita, Zeus strappò a Cassie i suoi poteri. Tuttavia, le furono riproposti da Ares in cambio del favore di diventare la sua campionessa.
Dopo la morte di Superboy, lasciò i Teen Titans per qualche tempo e divenne una vigilante indipendente. Fu in lutto per la perdita del suo amato, Superboy, e rattristata ancora di più dall'abbandono di Robin e di Wonder Woman nell'anno successivo. Si riunì successivamente al gruppo dopo un combattimento con la Confraternita del male e il ritorno di Cyborg. È un'intima amica della compagna di squadra Supergirl.

## Versioni alternative

### Superman & Batman: Generations
In Superman & Batman: Generations n. 2, Wonder Girl comparve per la prima volta nel 1953 come "proiezione mistica" al fine di prendere il posto di Wonder Woman mentre Diana partoriva. Trovò Steve Trevor ferito e lo portò a Themyscira, dove nonostante fosse stato sottoposto al raggio viola, morì a causa delle ferite, lasciando Diana a crescere sua figlia da sola.
Nel 1964, Stephanie (o "Stevie") decise di andarsene per conto suo come Wonder Girl. Condivise un collegamento con Supergirl (Kara Kent), dato che nacquero nello stesso istante. Anni dopo, divenne la nuova Wonder Woman. Il suo costume fu molto simile a quello di sua madre, eccetto il fatto che non possedeva né la tiara né il lazzo magico di Afrodite, ma invece, possedeva i sandali alati di Hermes. Indossava anche una maschera. Quando divenne la nuova Wonder Woman, aggiunse un mantello al suo insieme.
In Superman & Batman: Generations n. 3, venne uccisa da Darkseid.

## Altri media

### Wonder Woman (serie televisiva)
Nel 1976, una versione di Wonder Girl comparve nella serie televisiva Wonder Woman, interpretata sul piccolo schermo dall'attrice Debra Winger, in uno dei suoi primi ruoli nei mass media.
Anche se l'episodio pilota rivelò che l'alter ego di Wonder Woman, la Principessa Diana dell'Isola Paradiso, era l'unica figlia della Regina Ippolita, episodi successivi videro la sorella più giovane di Diana, Drusilla.
Drusilla comparve per la prima volta nell'episodio in due parti The Feminum Mistique. In quest'episodio, la Regina Ippolita (Carolyn Jones) inviò Drusilla in America al fine di riportare sua sorella a casa.
Drusilla finì per ingarbugliarsi in una trama nazista per scoprire il segreto dei mistici braccialetti di Diana, e nel processo svelò la super trasformazione utilizzata dalla sorella maggiore. Anche se Drusilla creò la persona di Wonder Girl, la distinzione fu persa sui nazisti, che credettero che lei fosse Wonder Woman e la rapirono.
Drusilla ricomparve di nuovo nell'episodio finale della prima stagione, Wonder Woman in Hollywood. Era in sviluppo una serie su Wonder Girl, quando l'attrice Debra Winger ruppe il contratto e lasciò la serie. Si vociferava che il personaggio di Drusilla/Wonder Girl sarebbe ricomparso in molti altri episodi, sia nella seconda che nella terza serie, ma questa volta interpretata dall'attrice Eileen Chesis, precedentemente vista nell'episodio Scuba Duba della serie Secret of Isis nel ruolo di Nancy.
Una figura somigliante alla Drusilla di Winger ebbe un cammeo in Crisi Infinita n. 6, come la Wonder Girl di Terra 462. Nei fumetti Cassandra Sandsmark avrebbe adottato l'alias di Drusilla per proteggere la sua identità.

### Late Night with David Letterman
Il 3 settembre 1993, Debra Winger comparve come ospite al David Letterman Show, più che altro per promuovere il suo nuovo film, Wilder Napalm. Letterman mostrò al pubblico degli spezzoni di lei nel ruolo di Wonder Girl e le fece numerose domande a proposito della serie televisiva e sulla collega Lynda Carter. Inizialmente la Winger si finse imbarazzata, per poi affermare che era tardi per qualcosa che doveva fare e togliendosi il suo vestito grigio mostrò il suo costume da Wonder Girl, e corse attraverso il pubblico per raggiungere l'uscita con tanto di scroscio d'applausi.

### Teen Titans
La prima comparsa animata di Donna Troy come Wonder Girl nei Teen Titans avvenne in un segmento della serie animata del 1967 The Superman/Aquaman Hour of Adventure. Nella quinta stagione della serie animata Teen Titans, una donna somigliante alla versione di Wonder Girl di Donna Troy - bruna con gli orecchini a forma di stella - fu visibile nella seconda parte dell'episodio Homecoming (2005) e nell'episodio Calling All Titans (2006). Il personaggio non poté essere utilizzare o menzionata per nome a causa di problemi di copyright.

### Teen Titans Go!
Il n. 36 (ottobre 2006), dal titolo "Troy" del fumetto omonimo tratto dalla serie animata Teen Titans Go!, vide protagonista questa versione di Wonder Girl come parte del gruppo. La si vide brevemente nel numero precedente in un cammeo sull'Isola Paradiso e comparve nei numeri successivi della serie, incluso il numero di Valentino del 2007.

### Young Justice
Anche se non fece parte della lista di partenza dello show, fu annunciato al San Diego Comic-Con International 2010 che ci sono dei piani al fine di utilizzare alcune versioni di Wonder Girl ad un certo punto dell'imminente serie televisiva Young Justice.

### Titans (2018)
Wonder Girl compare a partire dall'episodio 1x08 intitolato Donna Troy della serie televisiva DC Titans (2018). Viene interpretata da Conor Leslie